# Marange-Zondrange
Marange-Zondrange (Duits: Möhringen-Zondringen)  is een gemeente in het Franse departement Moselle (regio Grand Est) en telt 279 inwoners (1999). De plaats maakt deel uit van het arrondissement Forbach-Boulay-Moselle.

## Geografie
De oppervlakte van Marange-Zondrange bedraagt 8,2 km², de bevolkingsdichtheid is 34,0 inwoners per km².
De onderstaande kaart toont de ligging van Marange-Zondrange met de belangrijkste infrastructuur en aangrenzende gemeenten.

## Demografie
Onderstaande figuur toont het verloop van het inwonertal (bron: INSEE-tellingen).